# Alură (navigație)
În navigația maritimă, alura reprezintă poziția relativă a unei nave față de vânt.
Din acest punt de vedere se pot distinge mai multe situații:
- vânt strâns: unghiul dintre direcția vântului și axul navei este egal cu 4-7 carturi.
- vânt de bulină: unghiul este de 4 carturi;
- vânt de travers: unghiul este cuprins între un cart înaintea și un cart înapoia traversului;
- vânt larg: (este aliura cea mai favorabilă) de la vânt la travers sunt 4 carturi înapoia traversului;
- vânt mare larg: de la 4 la 7 carturi înapoia traversului;
- vânt din pupa: de la vânt mare larg la axul navei.